# Farmacia di Santa Maria Novella

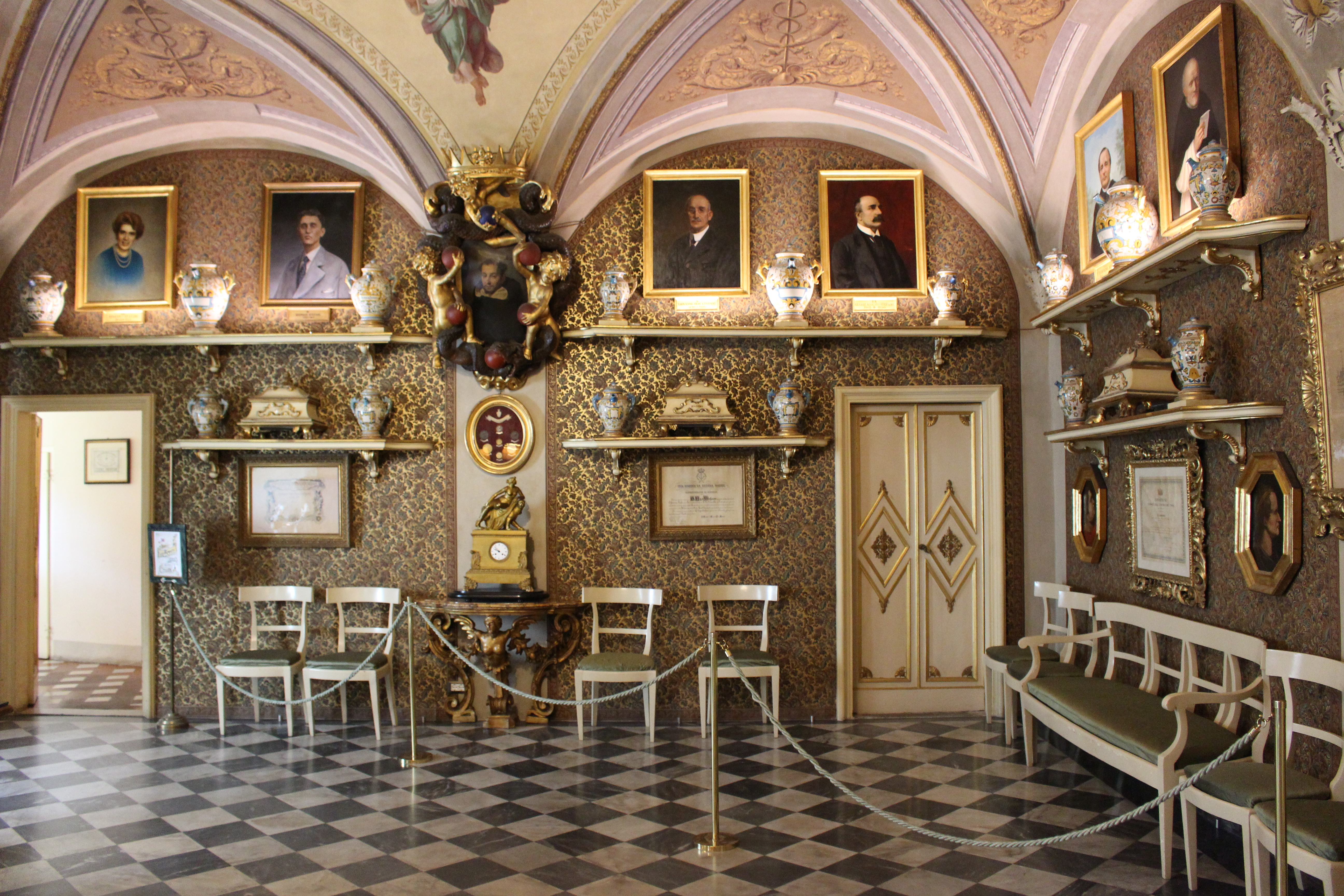
Die „Sala Verde“ im Stammhaus in Florenz

Officina Profumo-Farmaceutica di Santa Maria Nuova  (auch als Farmacia di Santa Maria Novella bekannt) ist eine historische Apotheke in Florenz (Italien). Sie befindet sich in der Via della Scala in unmittelbarer Nähe der Basilica di Santa Maria Novella und zählt mit ihrer Gründung im Jahr 1221 als älteste Apotheke Europas. In ihr sind Stilformen der Renaissance, des Barock und des 19. Jahrhunderts miteinander verquickt.

## Geschichte

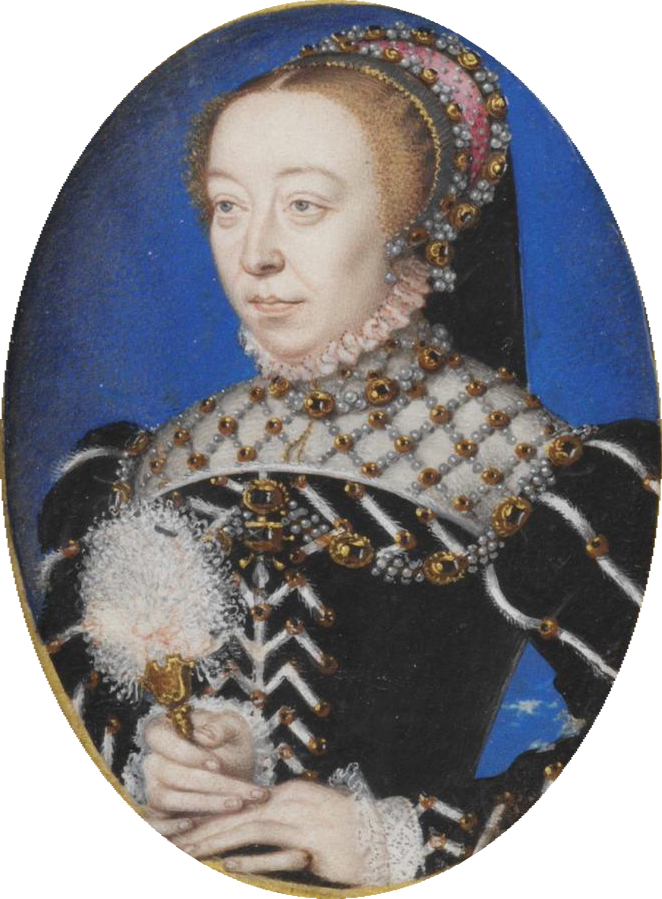
Caterina de’ Medici, die bei ihrer Heirat mit Heinrich II. von Frankreich im Jahr 1533 ein Parfum der Offizin mit nach Frankreich brachte

Im Jahr 1221 wurde sie von Dominikaner-Mönchen als Teil des Klosters von Santa Maria delle Vigne gegründet und ist bis heute ohne Unterbrechung in Betrieb. Ausgebaut wurde sie 1334 von Dardano Acciajuoli. Die Ursprünge der Apotheke sind seit 1381 in der Bibliothek dokumentiert und beschreiben den Kräuteranbau der Dominikaner in ihren Gärten und die Rezepturen ihrer hergestellten Medikamente, Infusionen, Salben und Desinfektionsmittel, die sie für die Krankenstation des Klosters nutzten.
Im 16. Jahrhundert war die Apotheke durch einen Brand stark beschädigt worden, wurde jedoch später wieder restauriert. Im Jahr 1612 wurde sie erstmals mit ihrem heutigen Standort in den Geschichtsbüchern als öffentliche Apotheke erwähnt. Der Leiter der Apotheke war damals „Fra Angiolo Marchissi“, dem der Großherzog Cosimo II. de’ Medici die Ehre gewährte, die Apotheke mit der Auszeichnung „Fonderia di Sua Altezza Reale“ zu schmücken.
Im 18. Jahrhundert gelangte der Ruf der Apotheke, auf Grund der von den Mönchen erarbeiteten Formeln, auch in andere Länder wie zum Beispiel Russland, Indien und China.
Nach der Konfiszierung der Kirchengüter durch die italienische Regierung im Jahre 1866 fiel das Eigentum der Apotheke an den Staat. Mit der Leitung der Apotheke wurde Cesare Augusto Stefani, der Neffe des letzten kirchlichen Apothekenleiters, betraut. Im Jahr 1868 erwarb Stefani die Apotheke. Danach wurde die Apotheke in vier Generationen von derselben Familie geleitet.

## Heute

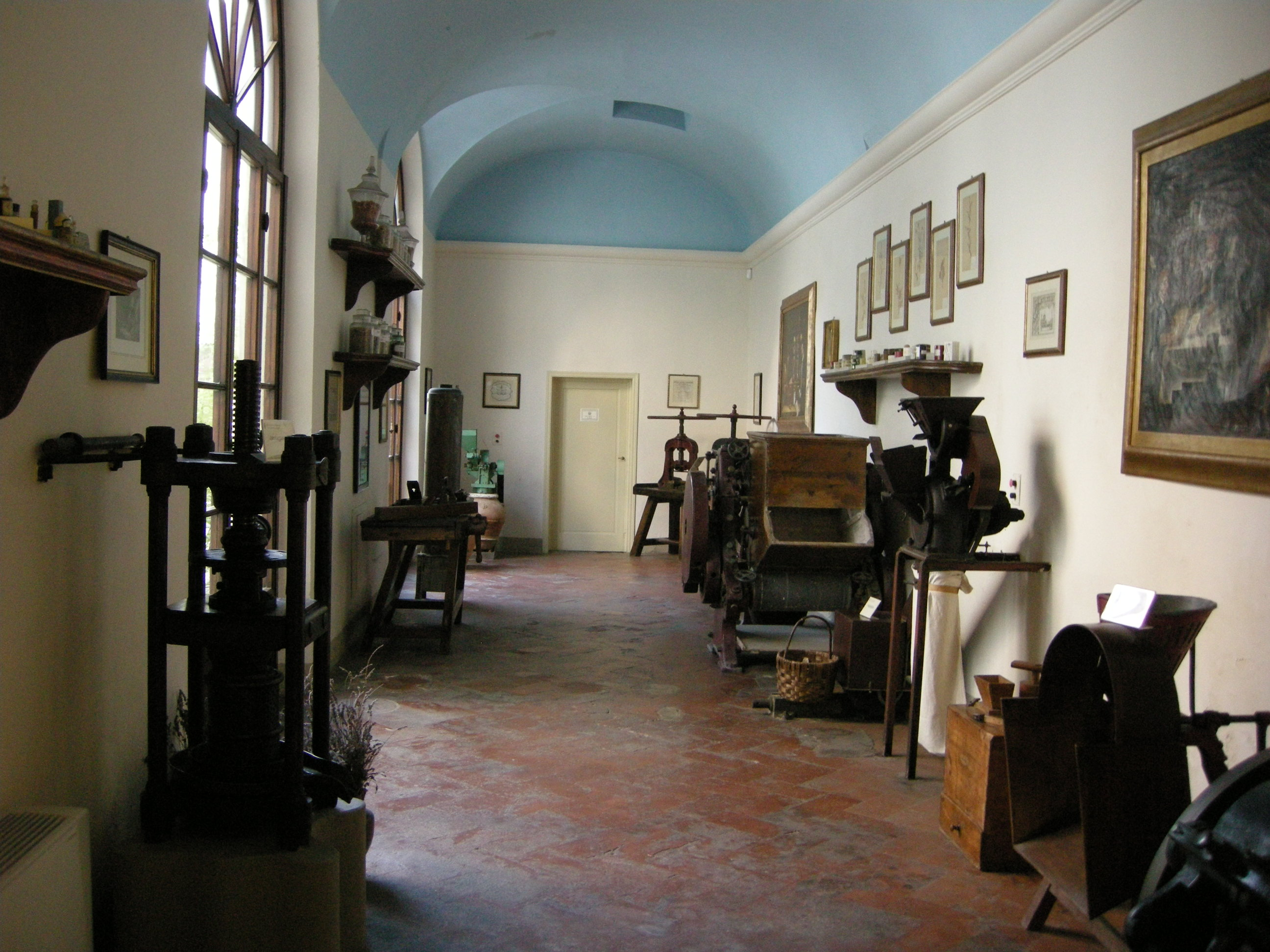
Historische Geräte und Maschinen

Auch heute wird die Tradition unter der Leitung von Geschäftsführer Eugenio Alphandery aufrechterhalten. Die Herstellung der Produkte findet heute jedoch in einem Jugendstilgebäude, drei Kilometer entfernt, statt. Hier werden die Produkte mit entsprechend entwickelten Maschinen hergestellt, die für die besonderen Verarbeitungsbedürfnisse des Unternehmens konstruiert wurden. Alle Präparate werden aus natürlichen Kräutern und Lipiden und ohne Tierversuche hergestellt. Santa Maria Novella baut seine Heilkräuter für die meisten Produkte in den Hügeln um Florenz an. Die Farmaceutica di Santa Maria Novella S.p.A. verkauft ihre Produkte nicht nur in Florenz, sondern auch in den wichtigsten italienischen Städten. Außerdem gibt es Filialen in Frankreich, dem Vereinigten Königreich, den Vereinigten Staaten, Japan, Taiwan, Südkorea, Thailand und auf den Philippinen.
Sie gilt als die älteste Apotheke in Europa. Aus diesem Anlass wurde ihr im Jahr 2012 zum 400-jährigen Bestehen eine italienische philatelistische Ausgabe gewidmet.
Die Farmacia ist auch eine der architektonischen Besonderheiten in der Stadt Florenz und ist mit zahlreichen Wandmalereien, kostbaren Holzschränken, Ölgemälden und wertvollem Porzellan ausgestattet. Ein Teil der Apotheke ist heute als Museum zugänglich. Weitere besondere Einzelstücke aus der Gründerzeit befinden sich im Museo di storia della scienza di Firenze. In der angrenzenden Kapelle befindet sich eine Bibliothek mit alten Rezeptbüchern und Dokumenten.